# Марк Андерс Лепік
Марк Андерс Лепік (ест. Mark Anders Lepik, нар. 10 вересня 2000, Таллінн, Естонія) — естонський футболіст, нападник клубу «Флора» та національної збірної Естонії.

## Ігрова кар'єра

### Клубна
Марк Вндерс Лепік починав грати у футбол у столичних клубах. У 2016 році він виступав за клуб «Нимме Юнайтед» у четвертому дивізіоні чемпіонату Естонії.
Новий сезон футболіст почав у клубі «Флора», де майже одразу почав залучатися до матчів першої команди. Його дебют на професійному рівні відбувся 18 березня 2017 року. За час виступів у складі «Флори» Лепік виграв всі національні трофеї, а також пограв у єврокубках.
2019 рік Лепік провів в оренді у швейцарському клубі «Вінтертур» але не зіграв за основу жодного матчу. Ще одного разу — у 2023 році Лепік відправлялвся в оренду. Цього разу в Естонії у клуб вищого дивізіону «Курессааре».

### Збірна
На міжнародному рівні Лепік починав грати за юнацькі збірні Естонії. 7 жовтня 2020 року у товариському матчі проти команди Литви нападник дебютував у складі національної збірної Естонії.

## Титули
Флора
 Чемпіон Естонії (5): 2017, 2019, 2020, 2022, 2023
 Переможець Кубка Естонії: 2019/20
 Переможець Суперкубка Естонії (2): 2020, 2024